# Multitude SE
Multitude (bis Juni 2021 Ferratum) ist ein Schweizer Finanzdienstleistungsunternehmen. Es wurde 2005 von Jorma Jokela gegründet. Der Hauptsitz des Unternehmens befindet sich in Zug und es betreibt Standorte in 21 weiteren Ländern. Der Finanzdienstleister fokussiert dabei sein Angebot auf die Vergabe von Kleinkrediten. Ferratum ist Betreiber einer Mobilen App um seine Dienstleistungen in Europa anzubieten. Ende 2014 verzeichnete das Unternehmen ca. eine Million aktiver Kunden.
Die Tochtergesellschaft Ferratum Bank Ltd ist ein lizenziertes Kreditinstitut in Malta, welches für die Möglichkeit des EU-weiten Angebots verantwortlich ist. Das Geschäftsmodell des Finanzdienstleisters umfasst die Vergabe von Krediten zwischen 25 und 2.000 Euro, die über die App oder über das Internet sofort bezogen werden können. Das Unternehmen bezieht für den Service eine Gebühr vom Kreditnehmer.
Die Multitude-Aktie wird seit dem 6. Februar 2015 im Prime-Standard-Segment der Frankfurter Börse gehandelt und wurde von Juni 2015 bis Dezember 2016 im SDAX geführt.
Das Unternehmen wechselte seinen Firmensitz mehrfach. War es zunächst im finnischen Helsinki ansässig, sollte der Firmensitz nach Hamburg verlegt werden. Allerdings entschied sich das Unternehmen später aufgrund besserer regulatorischer Rahmenbedingungen für den Umzug in die Schweiz. Da ein direkter Umzug von Finnland in die Schweiz ohne Beibehaltung des aktuellen rechtlichen Rahmens nicht möglich ist, wurde der Firmensitz zum 30. Juni 2024 zunächst nach Gżira auf Malta verlegt. Zum 3. September 2024 erfolgte die Umwandlung der Rechtsform von einer Europäischen Aktiengesellschaft (SE) in eine Aktiengesellschaft nach maltesischem Recht (Public Limited Company). Nur wenige Monate später, zum 30. Dezember 2024, verlegte Multitude seinen Sitz von Malta nach Zug in die Schweiz. Damit verbunden war auch die Umwandlung in eine Aktiengesellschaft nach Schweizer Recht.

## Geschäftsbereiche
Mit Jahresabschluss 2023 gliedert sich die Multitude Gruppe in die drei Bereiche Ferratum, CapitalBox und SweepBank.

## Geschäftsentwicklung
Im Jahr 2023 konnte mit einer Mitarbeiterschaft von über 700 Mitarbeitenden in 25 Ländern ein Umsatz in 16 Ländern von knapp 230 Mio. € erwirtschaftet werden. Es werden über 400.000 Kunden betreut. Im selben Jahr wurde ein EBIT von 45,6 Mio. € erwirtschaftet woraus ein positiver Netto Gewinn von 16,4 Mio. € entstand.